# Landkreis Pegnitz
Der Landkreis Pegnitz gehörte zum bayerischen Regierungsbezirk Oberfranken. Vor dem Beginn der bayerischen Gebietsreform am Anfang der 1970er Jahre umfasste der Landkreis 64 Gemeinden. Sie kamen größtenteils zu den Landkreisen Bayreuth und Forchheim.

## Geographie

### Wichtige Orte
Die einwohnerstärksten Gemeinden waren Pegnitz, Pottenstein, Creußen und Gößweinstein.

### Nachbarkreise
Der Landkreis grenzte 1972 im Uhrzeigersinn, im Norden beginnend, an die Landkreise Bayreuth, Eschenbach in der Oberpfalz, Hersbruck, Forchheim und Ebermannstadt.

## Geschichte

### Bezirksamt
Das Bezirksamt Pegnitz wurde im Jahr 1862 durch den Zusammenschluss der Landgerichte älterer Ordnung Pegnitz und Pottenstein gebildet.

### Landkreis
Am 1. Januar 1939 wurde die reichseinheitliche Bezeichnung Landkreis eingeführt. So wurde aus dem Bezirksamt der Landkreis Pegnitz.
Am 1. Juli 1972 wurde der Landkreis Pegnitz im Zuge der Gebietsreform in Bayern aufgelöst:
- Die Gemeinden Bärnfels, Behringersmühle, Bieberbach, Geschwand, Gößweinstein, Kleingesee, Leutzdorf, Moggast, Morschreuth, Obertrubach, Stadelhofen, Unterailsfeld, Wichsenstein und Wolfsberg kamen zum Landkreis Forchheim.
- Die Gemeinde Höfen kam zum Landkreis Lauf an der Pegnitz, der am 1. Mai 1973 seinen heutigen Namen Landkreis Nürnberger Land erhielt.
- Alle übrigen Gemeinden kamen zum Landkreis Bayreuth.

## Einwohnerentwicklung
| Jahr | Einwohner | Quelle |
| ---- | --------- | ------ |
| 1864 | 27.449    | [ 6 ]  |
| 1885 | 28.178    | [ 7 ]  |
| 1900 | 26.157    | [ 8 ]  |
| 1910 | 26.578    | [ 8 ]  |
| 1925 | 26.561    | [ 9 ]  |
| 1939 | 27.490    | [ 10 ] |
| 1950 | 38.675    | [ 11 ] |
| 1960 | 36.000    | [ 12 ] |
| 1971 | 39.100    | [ 13 ] |

## Gemeinden
Kursiv gesetzte Orte sind noch heute selbständige Gemeinden. Bei den Orten, die heute nicht mehr selbständig sind, ist vermerkt, zu welcher Gemeinde der Ort heute gehört.

Landkreis Pegnitz, Gemeindegrenzenkarte von 1961

| Städte 1. Betzenstein 2. Creußen 3. Pegnitz 4. Pottenstein Märkte 1. Gößweinstein (Landkreis Forchheim) 2. Schnabelwaid Gemeindefreie Gebiete 1. Creußener Hagenreuth (aufgelöst am 1. Januar 2003, Creußen) 2. Glashüttener Forst (4,77 km²) 3. Langweiler Wald (4,52 km²) 4. Lindenhardter Forst (aufgelöst am 1. Januar 2020, Creußen) 5. Prüll (2,22 km²) 6. Schnabelwaider Kütschenrain (aufgelöst am 1. Januar 1973, Zips → Schnabelwaid) 7. Veldensteiner Forst (55,60 km²) 8. Waidacher Forst (6,44 km²) | Weitere Gemeinden 1. Adlitz (Gemeinde Ahorntal) 2. Bärnfels (Gemeinde Obertrubach, Landkreis Forchheim) 3. Behringersmühle (Markt Gößweinstein, Landkreis Forchheim) 4. Bieberbach (Markt Egloffstein, Landkreis Forchheim) 5. Bronn (Stadt Pegnitz) 6. Buchau (Stadt Pegnitz) 7. Büchenbach (Stadt Pegnitz) 8. Bühl (Stadt Creußen) 9. Christanz (Gemeinde Ahorntal) 10. Elbersberg (Stadt Pottenstein) 11. Freiahorn (Gemeinde Ahorntal) 12. Geschwand (Gemeinde Obertrubach, Landkreis Forchheim) 13. Gottsfeld (Stadt Creußen) 14. Haidhof (Stadt Creußen) 15. Hainbronn (Stadt Pegnitz) 16. Hannberg (Stadt Waischenfeld) 17. Haßlach (Stadt Pottenstein) 18. Höfen (Markt Neuhaus an der Pegnitz, Landkreis Nürnberger Land) 19. Hohenmirsberg (Stadt Pottenstein) 20. Kirchahorn (Gemeinde Ahorntal) 21. Kirchenbirkig (Stadt Pottenstein) 22. Kleingesee (Markt Gößweinstein, Landkreis Forchheim) 23. Körbeldorf (Stadt Pegnitz) 24. Körzendorf (Gemeinde Ahorntal) 25. Kühlenfels (Stadt Pottenstein) 26. Langenloh (Stadt Waischenfeld) 27. Leienfels (Stadt Pottenstein) 28. Leupoldstein (Stadt Betzenstein) 29. Leups (Stadt Pegnitz) 30. Leutzdorf (Markt Gößweinstein, Landkreis Forchheim) 31. Lindenhardt (Stadt Creußen) 32. Moggast (Stadt Ebermannstadt, Landkreis Forchheim) 33. Morschreuth (Markt Gößweinstein, Landkreis Forchheim) 34. Neuhof (Stadt Creußen) 35. Oberailsfeld (Gemeinde Ahorntal) 36. Obertrubach 37. Ottenberg (Stadt Betzenstein) 38. Ottenhof (Markt Plech) 39. Plech 40. Poppendorf (Gemeinde Ahorntal) 41. Prebitz 42. Püttlach (Stadt Pottenstein) 43. Rabeneck (Stadt Waischenfeld) 44. Regenthal (Stadt Pottenstein) 45. Reizendorf (Gemeinde Ahorntal) 46. Seidwitz (Stadt Creußen) 47. Spies (Stadt Betzenstein) 48. Stadelhofen (Markt Gößweinstein, Landkreis Forchheim) 49. Stierberg (Stadt Betzenstein) 50. Trockau (Stadt Pegnitz) 51. Tüchersfeld (Stadt Pottenstein) 52. Unterailsfeld (Markt Gößweinstein, Landkreis Forchheim) 53. Volsbach (Gemeinde Ahorntal) 54. Vorderkleebach (Stadt Pottenstein) 55. Weidensees (Stadt Betzenstein) 56. Wichsenstein (Markt Gößweinstein, Landkreis Forchheim) 57. Wolfsberg (Gemeinde Obertrubach, Landkreis Forchheim) 58. Zips (Stadt Pegnitz) |

## Kfz-Kennzeichen
Am 1. Juli 1956 wurde dem Landkreis bei der Einführung der bis heute gültigen Kfz-Kennzeichen das Unterscheidungszeichen PEG zugewiesen. Es wurde bis zum 3. August 1974 ausgegeben. Seit dem 10. Juli 2013 ist es aufgrund der Kennzeichenliberalisierung in den Landkreisen Bayreuth und Forchheim, seit dem 15. Juli 2013 auch im Landkreis Nürnberger Land wieder erhältlich.